# Municipio de Aračinovo
El municipio de Aračinovo (en idioma macedonio: Општина Арачиново) es una de las ochenta y cuatro municipio en los que se subdivide administrativamente Macedonia del Norte.

## Geografía
Este municipio se encuentra localizado en el territorio que abarca la región estadística de Skopie.

## Población
La superficie de este municipio abarca una extensión de territorio de unos veinticuatro kilómetros cuadrados. La población de esta división administrativa se encuentra compuesta por un total de 11.992 personas (según las cifras que arrojaron el censo llevado a cabo en el año 2002). Mientras que su densidad poblacional es de unos 371 habitantes por cada kilómetro cuadrado aproximadamente.